# Новомиколаївський ландшафтний заказник

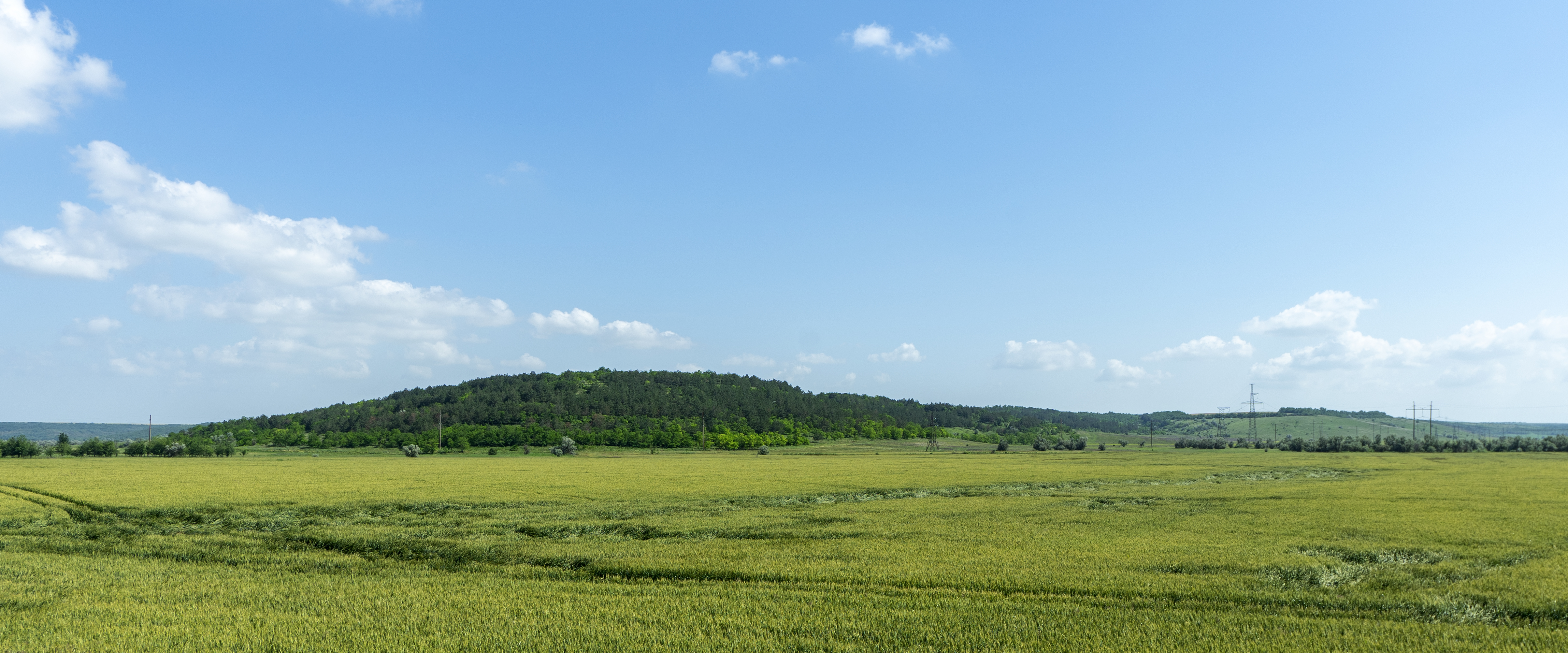

Новомикола́ївський заказник — ландшафтний заказник місцевого значення в Україні. Розташований у Березівському районі Одеської області, поблизу села Новомиколаївка. 
Площа 315 га. Розташований на території птахорадгоспу «Новомиколаївський» (сучасна назва — ТОВ «Господар»). Заказник сворено згідно з рішенням облради н/д від 01.10.1993 року № 496-XXI.
Являє собою штучні лісові насадження з акації білої, скумпії, сосни кримської та інших видів на правому схилі долини річки Балай, між заказником «Петрівський» та селом Новомиколаївкою. На території заказника трапляються види рослин, занесені до Червоної книги України та Червоного списку Одеської області.